# باشگاه بسکتبال صباباتری
صبا باتری تهران نام باشگاه بسکتبال شناخته شده در ایران می‌باشد این باشگاه مستقر در تهران در لیگ برتر بسکتبال مردان ایران حصور فعال داشت مجموعاً ۶ بار به قهرمانی لیگ برتر بسکتبال مردان ایران دست‌یافت
این باشگاه بخشی از واحد باشگاه‌های صبا باتری، متعلق به شرکت صبا باتری از سال ۲۰۰۲ تا ۲۰۰۸ بود. در سال ۲۰۰۸ این تیم منحل شد.
این تیم موفق به دو قهرمانی در بسکتبال قهرمانی باشگاه های آسیا نیز شده است. و جزو تیم های پر افتخار آسیا است.